# Чемпионат СССР по хоккею с шайбой 1948/1949 (составы)
Составы команд, участвовавших в чемпионате СССР по хоккею с шайбой 1948/49.

## 1. ЦДКА
- вр Афанасьев, Борис Иванович
- вр Мкртычан, Григорий Мкртычевич
- защ Веневцев, Владимир Георгиевич
- защ Меньшиков, Владимир Александрович
- защ Никаноров, Владимир Николаевич (к)
- защ Старовойтов, Андрей Васильевич
- нап Бабич, Евгений Макарович
- нап Белов, Леонид Петрович
- нап Бобров, Всеволод Михайлович
- нап Давыдов, Виктор Васильевич
- нап Курбатов, Игорь
- нап Орехов, Михаил Иванович
- нап Тарасов, Анатолий Владимирович
- Старший тренер: Анатолий Тарасов

## 2. ВВС МВО
- вр Исаев, Николай Семёнович
- вр Тропин, Борис
- защ Бочарников, Борис Михайлович (к)
- защ Воронин, Евгений Николаевич
- защ Леонов, Виктор Александрович
- защ Чаплинский, Андрей Михайлович
- нап Архипов, Анатолий Семёнович
- нап Афонькин, Александр Николаевич
- нап Виноградов, Александр Николаевич
- нап Володин, Василий Михайлович
- нап Жибуртович, Юрий Николаевич
- нап Зикмунд, Зденек-Иосиф Альбертович
- нап Моисеев, Александр Петрович
- нап Новиков, Иван Захарович
- нап Стриганов, Александр Гаврилович
- нап Тарасов, Юрий Владимирович
- Старший тренер: Павел Коротков

## 3. «Динамо» Москва
- вр Ставровский, Виктор Фёдорович
- вр Степанов, Михаил Иосифович
- защ Комаров, Василий Иванович
- защ Леонов, Револьд Александрович
- защ Толмачёв, Олег Васильевич (к)
- нап Климович, Виктор Порфирьевич
- нап Медведев, Николай Сергеевич
- нап Павлов, Георгий Иванович
- нап Петелин, Борис Алексеевич
- нап Поставнин, Николай Васильевич
- нап Трофимов, Василий Дмитриевич
- нап Уваров, Александр Николаевич
- нап Чернышёв, Аркадий Иванович
- Старший тренер: Аркадий Чернышёв

## 4. «Крылья Советов»
- вр Запрягаев, Борис Леонидович
- вр Чепыжев, Василий Ермилович
- защ Беляков, Семён Васильевич
- защ Горохов, Владимир Иванович
- защ Горшков, Игорь Васильевич
- защ Кострюков, Анатолий Михайлович
- защ Кучевский, Альфред Иосифович
- защ Седов, Борис Николаевич[уточнить]
- нап Гурышев, Алексей Михайлович
- нап Егоров, Владимир Кузьмич
- нап Котов, Николай Георгиевич
- нап Котов, Петр Георгиевич
- нап Митин, Сергей Андреевич
- нап Смирнов, Владимир И.[уточнить]
- Старший тренер: Владимир Егоров

## 5. «Спартак» Москва
- вр Петров, Дмитрий Петрович
- вр Шилин, Иван Васильевич
- защ Сеглин, Анатолий Владимирович
- защ Соколов, Борис Павлович
- защ Уколов, Дмитрий Матвеевич[уточнить]
- нап Ганусаускас, Зенонас Аполинарович
- нап Глазков, Георгий Фёдорович[уточнить]
- нап Захаров, Валентин Алексеевич
- нап Нетто, Игорь Александрович
- нап Николаев, Василий
- нап Нилов, Николай Владимирович
- нап Новожилов, Владимир Константинович
- нап Уваров, Виталий Фёдорович
- Старший тренер: Александр Игумнов

## 6. «Динамо» Рига
- вр Меллупс, Харийс Артурович
- вр Петерсонс, Август
- вр Силиньш, Херберт[уточнить]
- защ Витолиньш, Харий Юрьевич
- защ Зильпаушс, Лаймонис
- защ Кестерис, Николайс
- защ Пакалнс, Роберт[уточнить]
- защ Петерсонс, Мартиньш Мартиньшович
- нап Баурис, Элмар Альфредович
- нап Браунс, Арнольд Индрихович
- нап Егерс, Альфонс Фрицевич
- нап Клавс, Эдгар Вальдемарович
- нап Страупе, Георг
- нап Шульманис, Вальдемар Вилисович
- нап Шульманис, Роберт Вилисович
- Старший тренер: Эдгар Клавс

## 7. «Дзержинец» Челябинск
- вр Гетманенко, Виталий Григорьевич
- вр Ребянский, Борис Кириллович
- защ Алексушин, Николай Семёнович
- защ Васильев, Виктор Николаевич
- защ Захватов, Сергей Иванович
- защ Пономарёв, Александр Афанасьевич
- защ Рогов, Евгений Александрович
- защ Столяров, Виктор Иванович[уточнить]
- защ Штырков, Владимир Иванович[уточнить]
- защ Ященков, Николай[уточнить]
- нап Женишек, Георгий Владимирович
- нап Кулагин, Борис Павлович
- нап Петров, Михаил Павлович
- нап Степанов, Леонид Николаевич
- нап Черненко, Петр Давыдович
- нап Шувалов, Виктор Григорьевич
- нап Эпштейн, Николай Семёнович
- нап Ященко, Александр Никитович[уточнить]
- Беляев, Василий[уточнить]
- Нагорный, В.[уточнить]
- Старший тренер: Виктор Васильев

## 8. «Динамо» Ленинград
- вр Башкиров, Владимир
- вр Забелин, Павел Александрович
- вр Казаков, Виктор Иванович[уточнить]
- защ Калинин, Борис Николаевич
- защ Лемешев, Владимир Иванович
- защ Ошенков, Олег Александрович
- защ Северов, Сергей Александрович
- защ Фёдоров, Валентин Васильевич
- нап Алов, Аркадий Иванович[уточнить]
- нап Викторов, Анатолий Семёнович
- нап Иванов, Петр Алексеевич
- нап Куни, Андрей Викторович
- нап Лотков, Василий Михайлович
- нап Орехов, Борис Сергеевич
- нап Стариков, Евгений Николаевич
- нап Фёдоров, Василий Петрович
- нап Фёдоров, Дмитрий Васильевич
- Старший тренер: Валентин Фёдоров

## 9. «Динамо» Таллин
- вр Крулль, Георг Петрович
- вр Лиив, Карл Карлович
- защ Мяги, Хейно
- защ Ряммаль, Олев Давидович
- защ Сахрис, Харри Харальдович
- защ Туур, Юлиус
- защ Юргенс, Эдгар Эдуардович
- нап Арен, Рейн Йоханнесович
- нап Ильвес, Эдгар Хугович
- нап Кокк, Вальфрид Хельмут
- нап Креэ, Эвальд Яанович
- нап Мельдер, Эльмар Аугустович
- нап Палу, Альфред-Джеймс
- нап Пунга, Х.
- нап Пыллу, Уно Эдуардович
- нап Раудсепп, Юлиус Яанович
- нап Ридре, Ильмар
- нап Рюндва, Хельдур Юханович
- нап Ряммаль, Лембит Давидович
- Пяллу, Альфред[уточнить]
- Старший тренер: Эльмар Саар

## 10 «Дзержинец» Ленинград
- вр Игнатьев, Евгений[уточнить]
- вр Мельчарек, Болеслав Антонович
- вр Финк, Николай Христианович
- защ Запрягаев, Евгений Петрович
- защ Лапин, Виктор Иванович
- защ/нап Никитин, Михаил Васильевич[уточнить]
- защ Семёнов, Александр[уточнить]
- защ Смирнов, Анатолий[уточнить]
- защ Шавыкин, Георгий Иванович
- защ Яблочкин, Алексей Николаевич
- нап Абросимов, Николай Николаевич[уточнить]
- нап Андреев, Евгений
- нап Богданов, Алексей Михайлович[уточнить]
- нап Гащенков, Михаил Фёдорович[уточнить]
- нап Графов, Анатолий
- нап Дзеярский, Евгений Фёдорович
- нап Журавлев, Михаил
- нап Ковалёв, Валентин Анатольевич
- нап Ряпик, В.
- нап Соколов, Альберт Иванович
- нап Сорокин, А.
- Старший тренер: Павел Ольховик, Павел Батырев